# Heteromysis brucei
Heteromysis brucei är en kräftdjursart som beskrevs av O. Tattersall 1967. Heteromysis brucei ingår i släktet Heteromysis och familjen Mysidae. Inga underarter finns listade i Catalogue of Life.